# Doncières
Doncières ist eine französische Gemeinde mit 156 Einwohnern (Stand 1. Januar 2022) im Arrondissement Épinal des Départements Vosges. Sie liegt im Kanton Raon-l’Étape und ist Mitglied des Kommunalverbandes Région de Rambervillers. Dessen Einwohner werden Donciérois genannt.

## Geographie
Doncières liegt sechs Kilometer nördlich von Rambervillers. Wenige Hügel überragen eine Seehöhe von 300 Metern. Die Gemeinde wird vom Fluss Belvitte, einen Nebenfluss der Mortagne, durchquert.

## Bevölkerungsentwicklung
| Jahr                      | 1962 | 1968 | 1975 | 1982 | 1990 | 1999 | 2006 | 2014 |
| ------------------------- | ---- | ---- | ---- | ---- | ---- | ---- | ---- | ---- |
| Einwohner                 | 115  | 113  | 118  | 121  | 124  | 123  | 149  | 146  |
| Quelle: Cassini und INSEE |      |      |      |      |      |      |      |      |

## Sehenswürdigkeiten

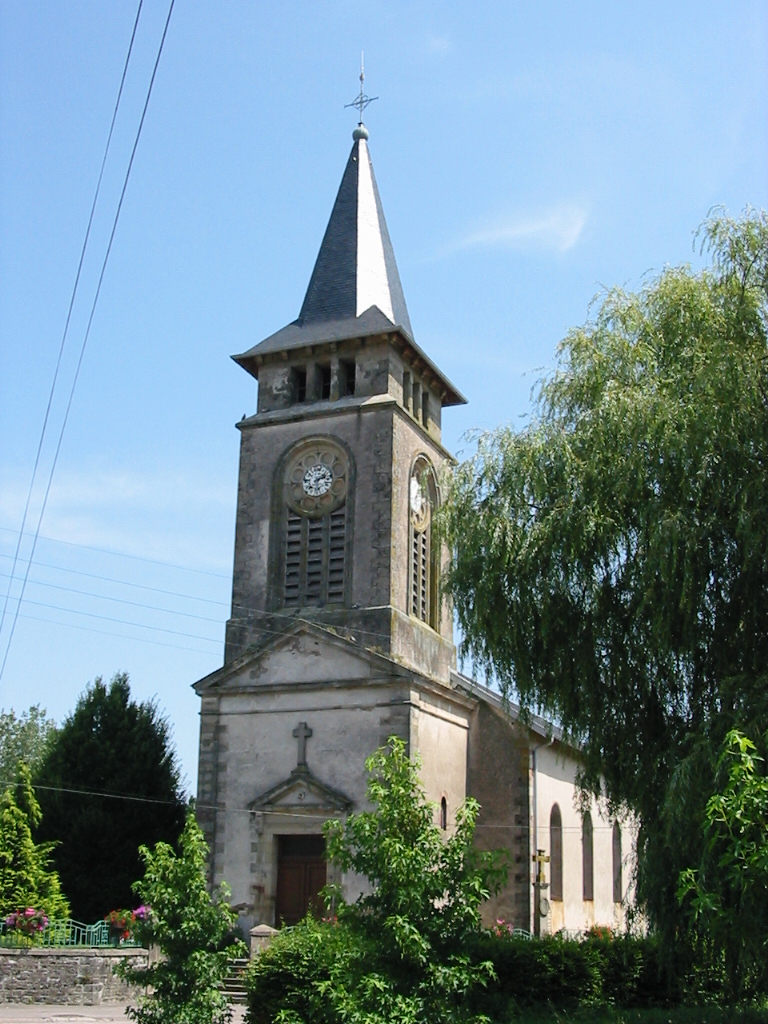
Kirche Saint-Cyriaque